# Biggest Deal
Biggest Deal foi um  reality show com famosos da TVI que estreou a 1 de outubro de 2017 com a apresentação de Teresa Guilherme
Terminou antecipadamente por falta de audiências.

## A Casa
Situada na Venda do Pinheiro, renovada e remodelada desde a última edição da Casa dos Segredos.

## Sinopse
Uma casa, 16 celebridades divididas por quatro equipas, com o objectivo de gerirem quatro negócios. É esta a proposta da TVI para um novo reality show. O formato, com produção assegurada pela Endemol, levará cada uma das equipas de quatro celebridades a gerir uma pizzaria, um centro de lavagem de automóveis, um bed & breakfast e um salão de beleza. O objetivo passa por entregar os lucros obtidos a instituições de solidariedade, sendo que os famosos estarão fechados numa casa com acompanhamento 24 horas por dia e serão avaliados com base nos resultados do negócio e na votação do público através de uma aplicação.

## Concorrentes
Abaixo, a lista dos participantes da edição com suas respetivas idades e ocupações (descritas na estreia do programa).
| Participante                                       | Ocupação               | Resultado                               |
| -------------------------------------------------- | ---------------------- | --------------------------------------- |
| Isabel Figueira · 36 anos, Lisboa Portugal         | Atriz e apresentadora  | Vencedora a 11 de novembro de 2017      |
| Alexandre Santos · 24 anos, Vila do Conde Portugal | Youtuber               | 2º lugar a 11 de novembro de 2017       |
| José Moutinho · 57 anos, Lisboa Portugal           | Militar e empresário   | 3º lugar a 11 de novembro de 2017       |
| Valter Carvalho · 40 anos, Luanda Angola           | Modelo e DJ            | 4º lugar a 11 de novembro de 2017       |
| Maria Sampaio · 33 anos, Lisboa Portugal           | Atriz                  | 11.ª eliminada a 11 de novembro de 2017 |
| Mico da Câmara Pereira · 55 anos, Lisboa Portugal  | Empresário             | 10.° eliminado a 11 de novembro de 2017 |
| Dicla Burity · 37 anos, Luanda Angola              | Atriz e apresentadora  | 9.ª eliminada a 11 de novembro de 2017  |
| Inês Simões · 34 anos, Lisboa Portugal             | Atriz e apresentadora  | 8.ª eliminada a 11 de novembro de 2017  |
| Adriano Toloza · 34 anos, São Paulo Brasil         | Ator                   | 7.° eliminado a 11 de novembro de 2017  |
| Raquel Loureiro · 40 anos, Tavira Portugal         | Atriz, empresária e DJ | 6.ª eliminada a 11 de novembro de 2017  |
| Rodrigo Castelhano · 33 anos, Lisboa Portugal      | Modelo                 | 5.° eliminado a 4 de novembro de 2017   |
| Joana Madeira · 25 anos, Alentejo Portugal         | Atriz e comediante     | 4.ª eliminada a 28 de outubro de 2017   |
| Nilton Bala · 40 anos, Rio de Janeiro Brasil       | Treinador pessoal      | Expulso a 24 de outubro de 2017         |
| Jamie Drake · 23 anos, Londres Inglaterra          | Youtuber               | 3.º eliminado a 21 de outubro de 2017   |
| Eduardo Beauté · 50 anos, Lisboa Portugal          | Cabeleireiro           | 2.º eliminado a 14 de outubro de 2017   |
| Tiagovski · 24 anos, Vila Nova de Gaia Portugal    | Youtuber               | Desistiu a 9 de outubro de 2017         |
| Úrsula Corona · 35 anos, Rio de Janeiro Brasil     | Atriz e modelo         | Retirada a 9 de outubro de 2017         |
| Rita Mendes · 40 anos, Lisboa Portugal             | Apresentadora e DJ     | 1.ª eliminada a 8 de outubro de 2017    |